# Eredivisie 1980-81
La Eredivisie 1980-81 fue la 25.ª temporada de la liga de máximo nivel en los Países Bajos. AZ '67 ganó su primera Eredivisie.

## Tabla de posiciones
| Pos | Equipo           | PJ | PG | PE | PP | GF  | GC | Pts | DG  | Notas                         |
| --- | ---------------- | -- | -- | -- | -- | --- | -- | --- | --- | ----------------------------- |
| 1   | AZ '67           | 34 | 27 | 6  | 1  | 101 | 30 | 60  | +71 | Copa de Europa.               |
| 2   | AFC Ajax         | 34 | 22 | 4  | 8  | 88  | 54 | 48  | +34 | Recopa de Europa. [1]         |
| 3   | FC Utrecht       | 34 | 18 | 9  | 7  | 67  | 33 | 45  | +34 | Copa de la UEFA.              |
| 4   | Feyenoord        | 34 | 18 | 9  | 7  | 74  | 48 | 45  | +26 | Copa de la UEFA.              |
| 5   | PSV Eindhoven    | 34 | 18 | 8  | 8  | 62  | 31 | 44  | +31 | Copa de la UEFA.              |
| 6   | FC Twente        | 34 | 16 | 7  | 11 | 60  | 49 | 39  | +11 |                               |
| 7   | Sparta Rotterdam | 34 | 15 | 6  | 13 | 75  | 71 | 36  | +4  |                               |
| 8   | MVV Maastricht   | 34 | 12 | 10 | 12 | 53  | 65 | 34  | -12 |                               |
| 9   | PEC Zwolle       | 34 | 10 | 10 | 14 | 42  | 49 | 30  | -7  |                               |
| 10  | Willem II        | 34 | 11 | 7  | 16 | 49  | 69 | 29  | -20 |                               |
| 11  | Roda JC          | 34 | 9  | 10 | 15 | 67  | 75 | 28  | -8  |                               |
| 12  | Go Ahead Eagles  | 34 | 10 | 8  | 16 | 63  | 75 | 28  | -12 |                               |
| 13  | NAC              | 34 | 9  | 9  | 16 | 46  | 66 | 27  | -20 |                               |
| 14  | FC Den Haag      | 34 | 12 | 3  | 19 | 53  | 79 | 27  | -26 |                               |
| 15  | FC Groningen     | 34 | 8  | 9  | 17 | 49  | 72 | 25  | -23 |                               |
| 16  | NEC              | 34 | 6  | 13 | 15 | 38  | 63 | 25  | -25 |                               |
| 17  | SBV Excelsior    | 34 | 5  | 11 | 18 | 39  | 67 | 21  | -28 | Descenso a la Eerste Divisie. |
| 18  | FC Wageningen    | 34 | 6  | 9  | 19 | 33  | 63 | 21  | -30 | Descenso a la Eerste Divisie. |

PJ = Partidos jugados; PG = Partidos ganados; PE = Partidos empatados; PP = Partidos perdidos; GF = Goles a favor; GC = Goles en contra; Pts = Puntos; DG = Diferencia de goles
[1] AZ '67 también ganó la Copa de los Países Bajos, obteniendo así el doblete. AZ '67 participará en la Copa de Europa, por lo que el finalista, Ajax, podría jugar en la Recopa de Europa.